# Teikei
 (mars 2017).
Le teikei (提携) est un système de partenariat. Le mot Teikei mettre en relation le visage du fermier et la nourriture. Le système des associations pour le maintien d'une agriculture paysanne (AMAP) s'est fortement inspiré du Teikei au Japon où les consommateurs achètent la nourriture directement aux agriculteurs.
Le teikei est étroitement associé à une agriculture biologique locale à petite échelle, à but non lucratif, basé sur des partenariats entre producteurs et consommateurs. Des millions de consommateurs japonais participent au teikei. Il est largement cité comme étant à l'origine de l'agriculture soutenue par la communauté à travers le monde.

## Origine
Le teikei a émergé dans les années 1970 au Japon,. À l'époque, des mères de familles japonaises s’inquiètent de voir l’agriculture s’industrialiser avec un recours massif aux produits chimiques (en 1957, les premières victimes de Minamata, empoisonnées au mercure, sont déclarées). Ces mères fondent alors les premiers teikei (提携), signifiant en japonais « coopération », « collaboration » ou « partenariat », qui concernent d'abord des coopératives laitières. Le principe de fonctionnement est le suivant : en échange de l’achat par souscription de la récolte du paysan, ce dernier s’engage à fournir des aliments cultivés sans produits chimiques.

## Concept
Un des groupes fondateurs des teikei, le Japan Organic Agriculture Association (JOAA), apparu en 1971, définit le teikei comme « une idée visant à créer un système alternatif de distribution, non dépendant du marché conventionnel. Bien que la forme des teikei varie, c’est tout simplement un système de distribution directe. Pour parvenir à son émergence, les producteurs et les consommateurs ont dû parler et approfondir leur connaissance mutuelle : aussi bien les uns que les autres fournissent du travail et du capital pour pérenniser le système. Le teikei est non seulement une idée pratique mais aussi une philosophie dynamique pour que les gens pensent une meilleure façon de vivre à travers l’interaction entre producteurs et consommateurs. »

## Évolution
Cependant, aujourd'hui, les consommateurs japonais se sont éloignés de la plupart des teikei de l'origine du fait de la concentration urbaine et se sont groupés en coopératives de consommation qui commercialisent les produits de l'agriculture biologique mais dans lesquelles le producteur n'a plus dans la plupart des cas le contact direct.
Toujours est-il qu'au moment de l'émergence des teikei dans les années 1960, il n' y a pas eu d'échanges avec l'Amérique ou l'Europe sur ce système. Au Japon, un foyer sur quatre participe à un teikei en 1993 (16 millions de personnes ).